# Озтюрк, Юсуф
Юсуф Озтюрк (тур. Yusuf Öztürk; род. 1 августа 1973) — турецкий боксёр, представитель средней и полутяжёлой весовых категорий. Выступал за сборную Турции по боксу на всём протяжении 1990-х годов, бронзовый призёр чемпионата Европы, обладатель бронзовой медали Игр доброй воли, победитель и призёр многих турниров международного значения, участник летних Олимпийских игр в Атланте.

## Биография
Юсуф Озтюрк родился 1 августа 1973 года.
Дебютировал на международной арене в сезоне 1990 года, выступив на юниорском международном турнире в Тбилиси.
Первого серьёзного успеха на взрослом уровне добился в 1993 году, когда вошёл в состав турецкой национальной сборной и в зачёте средней весовой категории завоевал бронзовую медаль на домашнем международном турнире «Ахмет Джёмерт» в Стамбуле.
В 1994 году поднялся в полутяжёлый вес, стал бронзовым призёром международного турнира «Золотой пояс» в Бухаресте и Игр доброй воли в Санкт-Петербурге.
На чемпионате Европы 1996 года в Вайле получил бронзу, проиграв на стадии полуфиналов французу Жану-Луи Мандангу. Благодаря череде удачных выступлений удостоился права защищать честь страны на летних Олимпийских играх в Атланте, однако уже в стартовом поединке категории до 81 кг со счётом 7:15 потерпел поражение от итальянца Пьетро Аурино и сразу же выбыл из борьбы за медали.
После Олимпиады Озтюрк остался в составе боксёрской команды Турции и продолжил принимать участие в крупнейших международных соревнованиях. Так, в 1997 году он выиграл бронзовую медаль на Кубке Акрополиса в Афинах, стал серебряным призёром международного турнира «Таммер» в Тампере, выступил на чемпионате мира в Будапеште, где на стадии четвертьфиналов полутяжёлого веса был побеждён кубинцем Исаэлем Альваресом.
В 1998 году на европейском первенстве в Минске остановился уже на предварительном этапе, проиграв румыну Клаудио Рышко.
Принимал участие в мировом первенстве 1999 года в Хьюстоне, где потерпел поражение в 1/16 финала.